# Ачи (язык)
Ачи — один из майяских языков, близкородственен языку киче. Распространён в гватемальском департаменте Баха-Верапас. Имеется два диалекта: кубульский ачи (около 48 тыс. чел. в районе Кубулько, к западу от города Рабиналь) и рабинальский ачи (около 37 тыс. чел. в районе Рабиналь).
Алфавит ачи: A a, Aa aa, B b, C c, C' c', Ch ch, Ch' ch', E e, Ee ee, I i, Ii ii, J j, K k, K' k', L l, M m, N n, O o, Oo oo, P p, Qu qu, Q’u q’u, R r, S s, T t, T' t', Tz tz, Tz' tz', U u, Uu uu, W w, X x, Y y, '.

## Счёт от 1 до 10
- 1: Jun
- 2: Queb'
- 3: Oxib'
- 4: Cajib'
- 5: Jo’ob'
- 6: waqib'
- 7: wuqub'
- 8: Waxakib'
- 9: B’elejeb'
- 10: lajuj